# Бвейна-Парк (Каліфорнія)
Бвейна-Парк (англ. Buena Park) — місто (англ. city) в США, в окрузі Орандж штату Каліфорнія. Населення — 84 034 особи (2020).

## Географія
Бвейна-Парк розташована за координатами 33°51′24″ пн. ш. 118°0′17″ зх. д. / 33.85667° пн. ш. 118.00472° зх. д. (33.856761, -118.004622). За даними Бюро перепису населення США в 2010 році місто мало площу 27,33 км², з яких 27,26 км² — суходіл та 0,08 км² — водойми.

## Демографія
Згідно з переписом 2010 року, у місті мешкало 80 530 осіб у 23 686 домогосподарствах у складі 19 105 родин. Густота населення становила 2946 осіб/км². Було 24623 помешкання (901/км²).
Расовий склад населення:
| - 45,3 % — білих - 26,7 % — азіатів - 3,8 % — чорних або афроамериканців - 1,1 % — корінних американців - 0,6 % — вихідців з тихоокеанських островів - 17,5 % — осіб інших рас |

До двох чи більше рас належало 5,1 %. Частка іспаномовних становила 39,3 % від усіх жителів.
За віковим діапазоном населення розподілялося таким чином: 25,3 % — особи молодші 18 років, 64,1 % — особи у віці 18—64 років, 10,6 % — особи у віці 65 років та старші. Медіана віку мешканця становила 35,1 року. На 100 осіб жіночої статі у місті припадало 97,4 чоловіків; на 100 жінок у віці від 18 років та старших — 94,5 чоловіків також старших 18 років.
Середній дохід на одне домашнє господарство становив 82 917 доларів США (медіана — 70 588), а середній дохід на одну сім'ю — 86 903 долари (медіана — 73 674). Медіана доходів становила 48 670 доларів для чоловіків та 41 076 доларів для жінок. За межею бідності перебувало 13,4 % осіб, у тому числі 19,5 % дітей у віці до 18 років та 9,7 % осіб у віці 65 років та старших.
Цивільне працевлаштоване населення становило 38 232 особи. Основні галузі зайнятості: освіта, охорона здоров'я та соціальна допомога — 17,9 %, виробництво — 14,2 %, роздрібна торгівля — 13,1 %.